# Attack No. 1
Attack No. 1 (アタックNo.1, Atakku Nanbā Wan, lit. "Ataque número 1") é uma série de mangá de Chikako Urano. É também considerada como o primeiro anime de esportes femininos na categoria shōjo a ser transmitido na TV.
O anime é uma adaptação do mangá de 1968 da autora Chikako Urano serializado pela Weekly Margaret Magazine com o mesmo nome. Foi transmitido pela Fuji TV do dia 7 de dezembro de 1969 a 28 de novembro de 1971, totalizando 104 episódios.Chikako é considerada uma das fundadoras do anime shōjo.
A série foi introduzida não apenas para impulsionar a base de fãs mais velhos de mangás shōjo (em contraste ao público significativamente mais jovem de séries de garotas mágicas como Mahōtsukai Sally) no anime convencional, mas também para aproveitar o bom momento do Japão nas Olimpíadas de 1964, com a vitória da medalha de ouro da Seleção Japonesa de Voleibol Feminino. O anime se destacou em uma era dominada pelos gêneros shōnen, de aventura e ficção científica, sendo exibido nos mercados bem receptivos às animações japonesas como França (onde o título foi adaptado para "Les Attaquantes"), Itália, (adaptado para "Quella Magnifica Dozzina" e depois para "Mimì e la nazionale di pallavolo", enquanto o nome da personagem Kozue foi mudado para Mimì), na Espanha (La Panda de Julia), no Uzbequistão (TAKKITAKKI),
Alemanha (adaptado para "Mila Superstar", e o nome da personagem Kozue, mudado para Mila). O nome "Mila" veio da versão italiana bastante popular de Attacker You! de 1984, na qual a personagem principal, You Hazuki, se chama Mila. 
Uma sequência direta também foi lançada em 1976 no formato de mangá intitulada Shin Attack No. 1, mas foi de curta duração. A sequência mais tarde foi redesenhada, entre 2004 e 2005, em um novo estilo por Kanon Ozawa.

## História
Ayuara Kozue, uma jovem de 12 anos deixou Tóquio, sendo transferida para a Escola Secundária Fujimi (富士見学園, Fujime Gakuen). Inteligente e atlética, possui uma incrível força física e agilidade, que a ajudam a se destacar no voleibol. Com dificuldades em se adaptar à sua nova escola, acaba se envolvendo com um grupo de meninas que têm a reputação de causadoras problemas. Certo dia, Kozue se vê no meio de uma disputa entre a equipe de voleibol da escola e os grupo de garotas problemáticas. Kozue decide preparar as meninas na esperança de vencer o time de voleibol da escola. Seu plano dá certo e seu grupo sai vitorioso. Ela é então recrutada para jogar pela equipe da escola, onde exibe suas habilidades extraordinárias no voleibol, ganhando o apelido de "Attacker". Quando finalmente sua grande capacidade é reconhecida, Kozue é eleita a capitã da equipe, pronta para liderar sua equipe para o campeonato regional.

### Personagens
- Kozue Ayuhara (鮎原 こずえ), interpretada por Kurumi Kobato. Ayuhara é uma estudante do segundo ano que se mudou de Tóquio para uma escola secundária para se recuperar de uma doença que a fez parar de praticar esportes. Depois de um disputa com outras alunas da escola, ela volta a jogar voleibol e rapidamente se torna a líder do time. Kozue inicialmente se associa a um grupo com a reputação de "delinquentes" juvenis da escola. As integrantes da equipe de voleibol acabam não gostando disso, e Kozue cria sua própria equipe a fim de desafiar a equipe de voleibol da escola. Por uma pequena margem de pontos, a equipe de Kozue vence, permitindo que algumas das "delinquentes" juvenis se integrem à equipe de voleibol. A partir de então, Kozue se torna a capitã do time da Escola Secundária Fujimi.

- Midori Hayakawa (早川 みどり), interpretada por Sumie Sakai, Eiko Masuyama (no quarto filme somente). Hayakawa nasceu numa família rica. Ela se junta à equipe de voleibol da Escola Fujimi e começa a jogar no time, mas de modo egoísta, exigindo a liderança do time e o reconhecimento do seu potencial como jogadora. Contudo, depois de muita persuasão e alguns disputas contra Kozue, ela se torna a segunda no time e fazendo amizade com Kozue.

- Tsutomu Ichinose (一ノ瀬 努), interpretado por Katsuji Mori. Vice-presidente do conselho estudantil da Escola Fujimi. Ele é primo de Kozue e a incentiva ao longo da série.

### Personagens secundários

#### Escola Secundária Fujimi
- Técnico Shunsuke Hongō (本郷 俊介), interpretado por Shūsei Nakamura). Professor da Escola Secundária Fujimi que se oferece para ser o treinador de voleibol. Ele usa métodos de treinamento "tipo espartano" ao treinar Kozue e parece um homem insensível, mas realmente se importa profundamente com seus alunos.

- Miyuki Ōnuma (大沼 みゆき), interpretada por Yōko Kuri). A capitã da equipe de voleibol da Escola Secundária Fujimi. Quando Kozue e Midori tentam ingressar na equipe pela primeira vez, Ōnuma e duas outras meninas fazem suas exigências. Kozue e Midori passam por muitas provas no time de voleibol do ensino médio antes de Ōnuma deixar o egoísmo de lado e começarem a trabalhar juntas no time.

- Yumi Katsuragi. A capitã da Escola Secundária Fujimi antes de Kozue se juntar pela primeira vez à equipe.

- Keiko "Kakko" Kashiwagi (柏木敬子), interpretada Reiko Mutō. Inicialmente, uma das meninas "delinquentes", que mais tarde se junta à equipe de voleibol.

- Kyouko Makimura (真木村京子), interpretada por Eiko Masuyama. Kyouko se transfere para a Escola Fujimi e para a turma de Kozue. Ela é uma ex-tenista, forçada a abandonar o esporte por causa dos esforços de sua mãe. Ela originalmente se junta ao time de voleibol, e desenvolve grande respeito por Kozue. Kyouko acaba sendo aprovada para a equipe de voleibol quando Ōnuma se aposenta a fim de que pudesse se concentrar nos exames de admissão na faculdade.

- "Naka" Nakazawa (中沢｢ナカ｣), interpretada por Kazuko Sawada. Uma das alunas da Escola Secundária Fujimi.

#### Rivais
- Michiru Sanjō (三条 美智留), interpretada por Reiko Mutō. Ela é uma das Doze Melhores do Japão. Inicialmente agia de maneira bastante hostil em relação à Kozue e às outras garotas das Doze Melhores. Ninguém a conhece muito bem, mas sabe-se que sua equipe nunca progrediu nos campeonatos, porque, de acordo com Sanjou, ela era a única boa jogadora de sua equipe. Sabe-se também que ela odeia Kozue por causa de seu amor pelo voleibol. O irmão querido de Michiru (que também era sua única família) estava na equipe de voleibol da faculdade, mas desapareceu como resultado de um acidente na equipe. Num ataque de histeria, ela perfura a bola de voleibol que ele deu a ela, mas mantém a bola murcha como lembrança dele. Embora odeie voleibol, como resultado do trauma de perder sua única família, ela usa o esporte como uma maneira de "se vingar" por perder o irmão.

- Shellenina (シェレーニナ), interpretada por Hiroko Suzuki e Eiko Masuyama. Shellenina é da [][União Soviética]] e é rival de Kozue. Elas se enfrentam pela primeira vez juntas depois que Fujimi vence o campeonato do Japão. A equipe de Kozue acaba perdendo, devido ao estresse e ansiedade de Kozue. Shellenina pede para que elas se confrontem novamente quando Kozue estivesse no seu melhor.

- Kaori Yagisawa (八木沢香), interpretada por Keiko Yamamoto. Uma das irmãs Yagisawa, da Escola Secundária Jidoin. As irmãs Yagisawa usam o incrível ataque de três jogadoras, algo que as jogadoras da Escola Fujimi têm dificuldades de superar.

- Yumiko Mihara (三原ゆみ子), interpretada por Michiko Nomura. Capitã da Escola Secundária Misawa. Ela é conhecida por ter um forte ataque semelhante a uma bala, graças às práticas que ela faz com uma máquina de lançamento automático de bolas.

- Cathy (キャシー), interpretada por Noriko Ohara. Kozue e Midori se encontram pela primeira vez com Cathy no Campeonato Mundial de Voleibol Júnior. Ela faz parte da equipe norte-americana.

- Virginia (バージニア), interpretada por Minori Matsushima. Uma das jogadoras que se destaca na equipe dos Estados Unidos.

- Kana Isahara (伊佐原加奈), interpretada por Masako Ebisu. Da cidade de Okinawa, ela usa um ataque triangular, inspirado no karatê. Embora o ataque pareça forte, à meia altura, sua equipe não avança muito no campeonato porque confia apenas em seu ataque.

#### Outras personagens
- Técnico Inokuma Daigo (猪野熊 大吾), interpretado por Masao Nakasone e Masahiko Murase. Inokuma era amigo de Hongou durante a universidade. Hongō estava no time de beisebol e Inokuma no de voleibol. Após a morte de seu pai, ele enlouquece e se dedica inteiramente ao voleibol. No entanto, Inokuma treina demais e lesiona o pulso direito de modo que o torna incapaz de jogar voleibol novamente. Inokuma é visto novamente na linha do tempo atual da série durante a segunda Competição Nacional de Voleibol Júnior do Japão. Hongou não o reconhece inicialmente, mas na viagem de trem para Tóquio, ele acaba reconhecendo Inokuma. Durante o trajeto, ele fica sabendo que Inokuma fez as meninas da equipe sul-coreana de voleibol alcançarem o segundo lugar no ranking mundial. Posteriormente, quando Kozue e Midori são selecionadas entre as doze melhores para representar a equipe júnior de voleibol do Japão, ele as treina de maneira mais severa.

- Mitamura (三田村), interpretado por Makio Inoue). Capitão do time de futebol, ele e Kozue se reúnem originalmente durante as discussões sobre o orçamento das equipes esportivas na Escola Fujimi. Mitamura parece ter algum relacionamento com Midori ao longo da série.

## Mídia

### Mangá
O mangá original de Attack No. 1 foi reimpresso pela Shueisha em 2003.
| N.º | Data de lançamento | ISBN          |
| --- | ------------------ | ------------- |
| 1   | janeiro de 2003    | 4-8342-7254-0 |
| 2   | janeiro de 2003    | 4-8342-7255-9 |
| 3   | fevereiro de 2003  | 4-8342-7256-7 |
| 4   | fevereiro de 2003  | 4-8342-7257-5 |
| 5   | março de 2003      | 4-8342-7258-3 |
| 6   | março de 2003      | 4-8342-7259-1 |
| 7   | março de 2003      | 4-8342-7260-5 |

A versão redesenhada, feita por Ozawa para Shin Attack No. 1, abrange os três volumes seguintes:
| N.º | Data de lançamento | ISBN              |
| --- | ------------------ | ----------------- |
| 1   | março de 2005      | 978-4-08-847834-0 |
| 2   | junho de 2005      | 978-4-08-847863-0 |
| 3   | novembro de 2005   | 978-4-08-846004-8 |

### DVDs
O anime foi remasterizado digitalmente para DVD em 2003 pela Amuse Video Inc., numa edição de baixo custo lançada em 2007 pela Columbia Music Entertainment. 

### Filmes
De 1970 a 1971, um total de quatro filmes de anime baseados na série foram lançados pela Toho Co., Ltd e pelo diretor Eiji Okabe.
| Título original (em japonês)  | Tradução                                                                | Data de lançamento     | Duração |
| ----------------------------- | ----------------------------------------------------------------------- | ---------------------- | ------- |
| アタック No.1                 | Attack No. 1 (Ataque número 1)                                          | 21 de março de 1970    | 63 min  |
| アタック No.1涙の回転レシーブ | Attack No. 1 Revolution ("Ataque número 1: revolução")                  | 1.o de agosto de 1970  | 60 min  |
| アタック No.1涙の世界選手権   | Attack No. 1 World Championship ("Ataque número 1: campeonato mundial") | 19 de dezembro de 1970 | 63 min  |
| アタック No.1涙の不死鳥       | Attack No.1 Immortal Bird ("Ataque no. 1: pássaro imortal")             | 17 de março de 1971    | 50 min  |

### Spin-offs
Em 1977, Fumio Kurokawa, Eiji Okabe e o escritor Haruya Yamazaki dirigiram Attack on Tomorrow (baseado numa nova história de Hana no Ko Lunlun do criador Shiro Jinbo) para o estúdio Nippon Animation, mas não chegou perto de igualar o sucesso da série original.
Em 1984, Kazuyuki Okaseko dirigiu Attacker You! para o estúdio de animação Knack Productions. Embora Attacker You! não seja um spin-off oficial de Attack No. 1, trouxe inevitáveis comparações com a série anterior, ainda que fosse mais carregado em elementos cômicos. Apesar disso, os roteiristas da versão italiana criaram uma relação entre essa série e Attack No. 1 que não estava presente no original em japonês, retratando You Hazuki (Mila) como uma prima de Kozue, que, na dublagem italiana, recebeu o nome de "Mimì Ayuhara".  Este estilo voltrônico reformulou a história de Attacker You! pela equipe de dublagem italiana, sendo também usada para as versões em francês, espanhol e portuguesa do anime. Para agravar a confusão em relação ao nome da heroína, a personagem principal de Attack on Tomorrow é chamada de Mimì/Mimi em ambas versões italiana e japonesa, embora ela seja chamada de Virginie na versão francesa.

### Live action
Em 2005, um live action de drama baseado em Attack No. 1 foi ao ar na TV Asahi. Ueto Aya, a famosa atriz e cantora japonesa estrelou como Kozue Ayuhara.
O enredo é muito semelhante ao original, embora tenha algumas diferenças:  
No início da série, as habilidades de voleibol que Kozue possui são invejadas por Midori Hayakawa, embora mais tarde elas se tornem melhores amigas, porém, na versão de 2005, Midori acaba tendo problemas maiores com Kozue. Isso se dá porque Midori era considerada melhor que Kozue no voleibol, além de invejar Kozue por ter sido chamada para jogar na seleção nacional do Japão. Na ocasião, elas ainda não joguassem nenhuma partida, apesar de serem treinadas a fim de melhorar suas habilidades. Midori também é apaixonada por Tsutomu-kun. Midori tinha conhecido Tsutomu-kun desde que ela era muito jovem, e quando ela descobriu que ele gostava da Kozue, ela fica extremamente com ciúmes. Contudo, quando Tsutomu-kun morre ao salvar um menino, Midori acaba se arrependendo por ter sido tão egoísta em relação à Kozue. 
Quando Kozue ajuda algumas meninas que estavam em seu time de voleibol, ela se torna muito popular, e recebe o "No. 1" no treino de Fujimi. Ainda com inveja da companheira de equipe, Midori não diz para Kozue que a mesma tinha sido retirada do time de voleibol do Japão. Midori então substitui Kozue para jogar na equipe do Japão. Apesar de toda inveja de Midori, Kozue e ela se tornam melhores amigas, e, no final, começam a jogar juntas para o Japão, assim que Kozue é chamada de volta.
Outra diferença para a série original é que, Kozue acaba ferindo gravemente a perna e tem que fazer uma cirurgia, mas se recupera totalmente. Além disso, não fica claro na série se o Japão vence o Mundial, e termina com o Japão jogando contra o Brasil.

### Trilha sonora
| Título original (em japonês)    | Composição            | Música         |              |
| ------------------------------- | --------------------- | -------------- | ------------ |
| 「アタックNo.1」 "Attack No. 1" | Tokyo Movie Kikaku-Bu | Takeo Watanabe | Kumiko Osugi |
| 「バン・ボ・ボン」 "Ban Bo Bon" | Tokyo Movie Kikaku-Bu | Takeo Watanabe | Ishu Kayoko  |

## Recepção
A série foi responsável pela explosão do subgênero shōjo no final dos anos 1960. Foi originalmente exibida em horário nobre, à noite, com cerca de 20% de audiência, e a canção com o seu tema de abertura icônico, cantada por Kumiko Osugi, alcançou cerca de 700 mil vendas. Havia inúmeras séries que seguiu o mesmo conceito, mas que mudaram o foco para diferentes modalidades esportivas. Ace o Nerae! para o tênis, Yawara! A Fashionable Judo Girl para o judô são apenas alguns exemplos de séries que surgiram nas décadas após o fim de Attack No. 1.
A franquia recebeu inúmeros prêmios. Em 23 de setembro de 2005, foi votada na TV Asahi Top Anime e ficou na 61a colocação de 100. Em 13 de outubro de 2006, foi votada na categoria "Anime Japonês da TV Favorito", ficando na 9.a colocação de 100 entre as mais famosas.
A franquia também teve um profundo impacto não só por ser um anime entusiasta no esporte (supokon) no Japão, mas por ter uma forte influência mesmo muito tempo depois que a série terminou. A jogadora profissional italiana, Francesca Piccinini, é um exemplo de alguém inspirada na série.
Kazuko Suzuki descreve Attack No. 1 como uma "inovação na história do câmpus", onde uma heroína iria para a faculdade, onde conhece seu futuro marido. Ela descreve Kozue como "psicologicamente independente", no momento que Kozue percebe que deve se esforçar para buscar sua própria felicidade, enquanto continua a se esforçar após a morte de seu namorado.